# Heah Hock Aun
Heah Hock Aun (* 15. Januar 1932 in Penang; † 7. Mai 2014; auch bekannt als Johnny Heah) war ein Badmintonspieler aus Malaysia.

## Karriere
Johnny Heah war 1958 Mitglied des Thomas-Cup-Teams, welches im Finale des Wettbewerbs gegen Indonesien unterlag. Heah verlor dabei ein Doppel mit Lim Say Hup gegen Tan King Gwan und Njoo Kiem Bie knapp in drei Sätzen, während er das zweite Doppel gegen Tan Joe Hok und Ferry Sonneville klar in zwei Sätzen gewinnen konnte.
1952 gewann Heah in Europa die Scottish Open und die Irish Open. Bei den All England 1953 verlor Johnny Heah das rein malaysische Finale gegen Eddy Choong. Revanchieren konnte er sich für diese Niederlage im Doppelfinale 1957, als er die Choong-Brüder gemeinsam mit Joe Alston bezwingen konnte.
Heah war der Sohn des ehemaligen Präsidenten des malaysischen Badmintonverbandes Heah Joo Seang. 1955 heiratete Johnny Heah mit Amy Choong eine erfolgreiche Badmintonspielerin.